# Związek gmin Dornstetten
Związek gmin Dornstetten – związek gmin (niem. Gemeindeverwaltungsverband) w Niemczech, w kraju związkowym Badenia-Wirtembergia, w rejencji Karlsruhe, w regionie Nordschwarzwald, w powiecie Enz. Siedziba związku znajduje się w mieście Dornstetten, przewodniczącym jego jest Dieter Flik.
Związek zrzesza jedno miasto i trzy gminy wiejskie:
- Dornstetten, miasto, 7 984 mieszkańców, 24,21 km²
- Glatten, 2 326 mieszkańców, 15,52 km²
- Schopfloch, 2 612 mieszkańców, 17,04 km²
- Waldachtal, 5 791 mieszkańców, 29,87 km²